# Fragment de Klenow
 (décembre 2011).
La forme ressemble trop à un extrait de cours et nécessite une réécriture afin de correspondre aux standards de Wikipédia.
 (mai 2012).
Si vous disposez d'ouvrages ou d'articles de référence ou si vous connaissez des sites web de qualité traitant du thème abordé ici, merci de compléter l'article en donnant les références utiles à sa vérifiabilité et en les liant à la section « Notes et références ».
Le fragment de Klenow est le plus gros des 2 fragments protéiques formés par l'hydrolyse de l'ADN polymérase d'Escherichia coli par une protéase (subtilisine).
Découvert en 1970, il conserve deux des activités catalytiques de l'ADN polymérase I : la polymérase 5’→3’ et l'exonucléase 3’→5’, 
mais a perdu son activité d'exonucléase 5'→3' responsable de la dégradation de l'ADN néosynthétisé. C'est pourquoi il est souvent préféré à l'enzyme entière.
L'autre fragment formé lors du clivage de l'ADN polymérase I d'E.coli conserve l'activité d'exonucléase 5'→3' 
mais a perdu les deux activités retenues par le fragment de Klenow.

## Applications
La réaction est la même que celle de l'ADN polymérase I : les conditions de milieu et la vitesse de réaction sont identiques.
Le fragment de Klenow est utilisé pour :
- la synthèse du deuxième brin, complémentaire d’un ADNc ;
- le marquage des extrémités 5’ sortantes de l'ADN double brin ;
- le marquage de l'ADN par la technique des amorces aléatoires ;
- le séquençage de l'ADN par la technique des didésoxynucléotides ;
- la mutagénèse dirigée à partir d’oligonucléotides synthétiques.

## Recherche
À cause de l'activité exonucléase 5'→3' de la polymérase I d'E.coli rendant de nombreuses manipulations impossibles, le fragment de Klenow s'est avéré très utile dans la recherche. 
Ce fragment est utilisé lors de la réplication de l'ADN pour synthétiser le brin complémentaire à partir d’un ADN simple brin et d’une amorce. 
Elément à l'origine de la PCR (polymerase chain reaction process, en français la réaction en chaîne par polymérase), il est maintenant remplacé par des enzymes thermostables telles que la Taq polymérase.